# Martin Graiciar
Martin Graiciar (* 11. dubna 1999, Karlovy Vary) je český fotbalový útočník hrající v Canadian Premier League za York United FC.

## Klubová kariéra
Martin Graiciar začal s fotbalem ve čtyřech letech v rodných Karlových Varech. V deseti letech odešel do pražské Sparty, kvůli vzdálenosti ale po roce a půl zvolil mládežnickou akademii Viktorie Plzeň. Rok strávil na stáži v anglickém Arsenalu. V lednu 2017 zamířil do Slovanu Liberec.

### FC Slovan Liberec
Za Slovan Liberec Graiciar odehrál 6 ligových utkání a jedno utkání v poháru, střelecky se ale neprosadil.

### ACF Fiorentina
V červenci 2017 přestoupil do italské Fiorentiny, ze které byl poslán zpět na hostování do Liberce. Během hostování v Liberci Graiciar nastoupil do 12 ligových utkání a připsal si 4 góly. UEFA Graiciara zařadila na seznam 50 největších talentů pro sezonu 2018/19. Po návratu z hostování se neprosadil do A-týmu a odehrál 2 zápasy za juniorský tým. V červenci 2019 Graiciar odešel na hostování do Sparty. Graiciar přišel do Sparty 9. července na roční hostování s následnou opcí. Vinou častých zranění zde ale nastoupil pouze do 8 ligových utkání. Sezonu 2020/21 odehrál na hostování v Mladé Boleslavi, opět ho ale trápila zranění, naskočil celkem do 6 utkání. V říjnu 2021 se s Fiorentinou domluvil na předčasném ukončení smlouvy.

### York United FC
V lednu 2022 podepsal jako volný hráč s kanadským klubem York United FC hrajícím v Canadian Premier League.